# Tercera División B de Chile 2015
El Campeonato Nacional de Tercera División B 2015 o Torneo de Tercera B 2015, corresponde al 29.º torneo de la Tercera División B de la serie E del fútbol chileno y que lo organiza la Asociación Nacional de Fútbol Amateur de Chile (ANFA). Comenzará el 31 de mayo, adaptándose al calendario "europeo" que tiene la ANFP. En cuanto a las escuadras nuevas, son 8: Brisas del Maipo, Curacaví Fútbol Club, Cultural Maipú, El Olam de Quilicura, Jireh Fútbol Club, Athletic Club Colina, Municipal de Salamanca y Deportes Tomé. Estos tres últimos, no participaron de la "Copa Absoluta 2015". A estos se suman 2 clubes repostulantes, que son los 2 que descendieron el torneo pasado, pero que su buena estabilidad, tanto económica como futbolística, le permitieron retornar a la división: Escuela de Fútbol Macul y Juventud Puente Alto. Estos 10, se unen a los 13 clubes que participaron en la Copa Absoluta, y que no pudieron ascender, formando un total de 23 clubes.

## Relevos
| Pos | Descendidos de Tercera División A |
| --- | --------------------------------- |
| 13º | Enfoque (Promoción)               |
| 14º | Pudahuel Barrancas (Promoción)    |

| Pos | Ascendidos a Tercera B 2015                            |
| --- | ------------------------------------------------------ |
| -   | Curacaví FC                                            |
| -   | Jireh FC                                               |
| -   | El Olam                                                |
| -   | Cultural Maipú                                         |
| -   | Brisas del Maipo                                       |
| -   | Juventud Puente Alto (Repostulante)                    |
| -   | Escuela de Fútbol Macul (Repostulante)                 |
| -   | Municipal Salamanca (No participó en la Copa Absoluta) |
| -   | Deportes Tomé (No participó en la Copa Absoluta)       |
| -   | Colina (No participó en la Copa Absoluta)              |

## Postulantes
Un total de 16 equipos postularon a esta categoría.
| Equipo               | Ciudad          | Región        |
| -------------------- | --------------- | ------------- |
| CEFF Copiapó         | Copiapó         | Atacama       |
| Municipal Salamanca  | Salamanca       | Coquimbo      |
| Iván Mayo            | Villa Alemana   | Valparaíso    |
| Cultural Maipú       | Maipú           | Metropolitana |
| Brisas del Maipo     | Independencia   | Metropolitana |
| AC Colina            | Colina          | Metropolitana |
| Curacaví FC          | Curacaví        | Metropolitana |
| El Olam              | Quilicura       | Metropolitana |
| Jireh FC             | Ñuñoa           | Metropolitana |
| Escuela de Macul     | Macul           | Metropolitana |
| Juventud Puente Alto | Puente Alto     | Metropolitana |
| Unión Municipal      | Calera de Tango | Metropolitana |
| Deportes Maipo       | Maipo           | Metropolitana |
| Deportes Tomé        | Tomé            | Biobío        |
| Deportivo Cabrero    | Cabrero         | Biobío        |
| Atlético Los Lagos   | Puerto Varas    | Los Lagos     |

     Postulación Aceptada.
     Postulación Rechazada.

## Sistema
La competencia de Tercera División "B", se iniciara el fin de semana correspondiente al 31 de mayo del 2015, siendo la fecha de término, en el mes de diciembre.
- Primera Fase: Los 23 equipos de la categoría se dividen en 2 grupos: el Grupo Norte (12 equipos), y el Grupo Sur (11 equipos), en donde se enfrentan entre sí, en un total de 22 fechas (11 fechas por rueda) en ambos grupos. Finalizada esta fase, clasificarán los 2 mejores de cada grupo a la Segunda Fase.

- Segunda Fase: Los 4 clasificados se enfrentarán en un solo grupo, jugándose 2 ruedas de 3 fechas cada una. Al final de las 6 fechas, el equipo que resulte terminar primero del grupo, ascenderá a la Tercera División A para el año 2016, y además llevándose el título de Campeón; mientras que el equipo que termine en segundo lugar, también ascenderá de forma automática a la Tercera División A, como el subcampeón del torneo.

- Descenso: Los últimos de cada grupo de la primera fase, descienden a su asociación de origen.

1. En el campeonato se observará el sistema de puntos, de acuerdo a la reglamentación de la Internacional F.A. Board, asignándose tres puntos, al equipo que resulte ganador; un punto, a cada uno en caso de empate; y cero punto al perdedor.

El orden de clasificación de los equipos, se determinará en una tabla de cómputo general, de la siguiente manera:
- La mayor cantidad de puntos.
- La mayor cantidad de partidos ganados.

En caso de igualdad de dos o más equipos de un mismo grupo, para definir una clasificación, sea esta en cualquier fase, ascenso y descenso, se determinará de la siguiente forma:
- La mayor cantidad de partidos ganados.
- La mejor diferencia de goles.
- La mayor cantidad de goles marcados.
- La mayor cantidad de goles marcados como visita.
- El que hubiera acumulado mayor puntaje en los enfrentamientos que se efectuaron entre los clubes que se encuentran en la situación de igualdad.
- En caso de persistir la igualdad, se desarrollará un partido único en cancha neutral, determinada por la División (Art. 182 y 189 del Reglamento ANFA).

## Información
| Equipo               | Ciudad           | Entrenador            | Estadio                            | Capacidad | Marca            | Patrocinador Principal |
| -------------------- | ---------------- | --------------------- | ---------------------------------- | --------- | ---------------- | ---------------------- |
| Brisas del Maipo     | Independencia    | Edgar Cornejo         | Juan Antonio Ríos                  | 3.000     |                  |                        |
| Cultural Maipú       | Maipú            | Jorge Peñaloza        | Santiago Bueras                    | 4.000     | Four             | Maipú                  |
| Curacaví FC          | Curacaví         | Francisco Arce        | Municipal Luis Cruchaga            | 1.500     | Exoquip          | Curacaví               |
| Deportes Colina      | Colina           | Juan Pablo Guzmán     | Deportivo Esmeralda                | 2.000     | Mitre            |                        |
| Deportes Recoleta    | Recoleta         | Fabián Marzuca        | Chacabuco                          | 3.000     | Training         | Vega Central           |
| Deportes Tocopilla   | Puente Alto      | Manuel Soto           | Municipal de Puente Alto           | 3.000     | JF Sports        | ISS                    |
| Deportes Tomé        | Tomé             | Gonzalo Soto          | Municipal Juan Rogelio Núñez       | 1.150     | OneFit           | Beach Market           |
| Deportivo Olam       | Quilicura        | Jaime Pacheco         | Municipal de Quilicura             | 2.000     | Eragón Fútbol    |                        |
| Enfoque              | Rancagua         | Héctor Irrázabal      | Municipal Guillermo Saavedra       | 2.000     | Dalponte         | Constructora Andes     |
| Escuela de Macul     | Macul            | Patricio Retamal      | Complejo N.º 2 de Macul            | 200       | Dalponte         | Macul                  |
| Ferro Lampa          | Colina           | Juan Antonio Aros     | Deportivo Esmeralda                | 2.000     |                  | Lampa                  |
| Ferroviarios         | Estación Central | Manuel Rodríguez      | Los Nogales                        | 336       | Training         | Pullman Bus            |
| Gendarmería          | San Bernardo     | Marco Cari            | Escuela de Formación Penitenciaria | 1.100     | Training         | PF                     |
| Incas del Sur        | Estación Central | Héctor Pérez          | Municipal Las Rejas                |           | Umbro            | El Ají Seco            |
| Jireh FC             | Cerrillos        | Oscar Rojas           | Municipal de Cerrillos             | 1.000     | Mitre            | Joyerías Barón         |
| Juventud Puente Alto | Puente Alto      | Ariel Riveros         | Municipal de Puente Alto           | 3.000     | Fervore          | Puente Alto            |
| Luis Matte Larraín   | Puente Alto      | Eduardo Ferj          | Municipal de Puente Alto           | 3.000     | Rowsport.cl      | Mourgues               |
| Municipal Salamanca  | Salamanca        | Osvaldo Hurtado       | Municipal de Salamanca             | 3.000     | Dalponte         | CORDEP Salamanca       |
| Provincial Osorno    | Osorno           | Marcos Millape        | Rubén Marcos Peralta               | 12.000    | Imtex            | Pat. Contru. Puyehue   |
| Pudahuel Barrancas   | Pudahuel         | Juan Carlos Alfaro    | Modelo                             | 1.500     | Bandera de Chile |                        |
| Quintero Unido       | Quintero         | Gerardo Astudillo     | Municipal de Quintero              | 2.000     | Mitre            | GNL Quintero           |
| San Bernardo Unido   | San Bernardo     | Miguel Ángel Castillo | Municipal de San Bernardo          | 3.500     | Dalponte         |                        |
| Unión Compañías      | La Serena        | José Ilabaca          | Complejo Los Llanos                | 3.500     |                  |                        |

## Localización
| Región               | N.º | Equipos |
| -------------------- | --- | --- |
| Región de Coquimbo   | 2   | Municipal Salamanca Unión Compañías |
| Región de Valparaíso | 1   | Quintero Unido |
| Región Metropolitana | 17  | Brisas del Maipo Cultural Maipú Curacaví FC Deportes Colina Deportes Recoleta Deportes Tocopilla* El Olam Escuela de Macul Ferro Lampa Ferroviarios Gendarmería Incas del Sur Jireh FC Juventud Puente Alto Luis Matte Larraín Pudahuel Barrancas San Bernardo Unido |
| Región de O'Higgins  | 1   | Enfoque de Rancagua |
| Región del Biobío    | 1   | Deportes Tomé |
| Región de Los Lagos  | 1   | Provincial Osorno |
| Total                | 23  | |

| Municipal Salamanca Unión Compañías Quintero Unido Deportes Colina Ferro Lampa Curacaví FC Enfoque Deportes Tomé Provincial Osorno                                                            | \| Incas del Sur Ferroviarios Cultural Maipú El Olam Escuela de Macul Brisas del Maipo Jireh FC Juventud Puente Alto Luis Matte Larraín Deportes Tocopilla Pudahuel Barrancas San Bernardo Unido \| |
| Incas del Sur Ferroviarios Cultural Maipú El Olam Escuela de Macul Brisas del Maipo Jireh FC Juventud Puente Alto Luis Matte Larraín Deportes Tocopilla Pudahuel Barrancas San Bernardo Unido | |

| Incas del Sur Ferroviarios Cultural Maipú El Olam Escuela de Macul Brisas del Maipo Jireh FC Juventud Puente Alto Luis Matte Larraín Deportes Tocopilla Pudahuel Barrancas San Bernardo Unido |

## Fase I

### Zona Norte
Actualizado el 1 de noviembre de 2015.
| Pos. | Equipos             | PTS | PJ | PG | PE | PP | GF | GC  | DIF  |
| ---- | ------------------- | --- | -- | -- | -- | -- | -- | --- | ---- |
| 1°   | Deportes Recoleta   | 61  | 22 | 20 | 1  | 1  | 87 | 18  | +69  |
| 2°   | Deportes Colina     | 47  | 22 | 15 | 2  | 5  | 52 | 19  | +33  |
| 3°   | Quintero Unido      | 43  | 22 | 13 | 4  | 5  | 74 | 40  | +34  |
| 4°   | Municipal Salamanca | 42  | 22 | 13 | 3  | 6  | 47 | 28  | +19  |
| 5°   | Ferroviarios        | 37  | 22 | 11 | 4  | 7  | 34 | 30  | +4   |
| 6°   | Pudahuel Barrancas  | 34  | 22 | 10 | 5  | 7  | 57 | 49  | +8   |
| 7°   | Incas del Sur       | 27  | 22 | 8  | 3  | 14 | 54 | 64  | -10  |
| 8°   | Unión Compañías     | 26  | 22 | 7  | 5  | 10 | 43 | 45  | -2   |
| 9°   | Curacaví FC         | 24  | 22 | 6  | 6  | 10 | 41 | 46  | -5   |
| 10°  | Luis Matte Larraín  | 17  | 22 | 4  | 5  | 13 | 26 | 51  | -25  |
| 11°  | Ferro Lampa         | 16  | 22 | 4  | 4  | 14 | 45 | 65  | -20  |
| 12°  | El Olam (D)         | 0   | 22 | 0  | 0  | 22 | 11 | 116 | -105 |

|  | Clasifica a la Segunda Fase.          |
|  | Descendido a su Asociación de Origen. |
|  | Suspendido de este torneo.            |

### Zona Sur
Actualizado el 1 de noviembre de 2015.
| Pos. | Equipos                  | PTS | PJ | PG | PE | PP | GF | GC | DIF |
| ---- | ------------------------ | --- | -- | -- | -- | -- | -- | -- | --- |
| 1°   | Deportes Tocopilla       | 49  | 20 | 15 | 4  | 1  | 55 | 21 | +34 |
| 2°   | Provincial Osorno        | 45  | 20 | 14 | 3  | 3  | 62 | 16 | +46 |
| 3°   | Gendarmería              | 45  | 20 | 14 | 3  | 3  | 63 | 30 | +33 |
| 4°   | Escuela de Macul         | 36  | 20 | 10 | 6  | 4  | 31 | 27 | +4  |
| 5°   | Jireh FC                 | 29  | 20 | 9  | 2  | 9  | 45 | 58 | -13 |
| 6°   | Brisas del Maipo         | 23  | 20 | 7  | 2  | 11 | 28 | 34 | -6  |
| 7°   | Cultural Maipú           | 23  | 20 | 6  | 5  | 9  | 37 | 45 | -8  |
| 8°   | San Bernardo Unido       | 17  | 20 | 5  | 2  | 13 | 23 | 42 | -19 |
| 9°   | Enfoque                  | 15  | 20 | 3  | 6  | 11 | 13 | 33 | -20 |
| 10°  | Deportes Tomé            | 15  | 20 | 4  | 3  | 13 | 20 | 42 | -22 |
| 11°  | Juventud Puente Alto (D) | 15  | 20 | 5  | 0  | 15 | 25 | 54 | -29 |

|  | Clasifica a la Segunda Fase.          |
|  | Descendido a su Asociación de Origen. |

## Fase II
A esta fase acceden los dos primeros de cada grupo, otorgándoseles 3 y 2 punto de bonificación al primero y segundo lugar de cada zona, respectivamente. Esta fase se jugará bajo el sistema Todos Contra Todos, en 2 ruedas de 3 fechas, completando 6 fechas. Los equipos que salgan primero y 2.º de esta tabla, ascenderán como campeón y subcampeón respectivamente, a la Tercera División A 2016, mientras que el tercero y el cuarto de esta tabla, se mantendrán en la categoría para la siguiente temporada. Tras el término de la primera fase, los equipos de Deportes Recoleta y Deportes Tocopilla, arrancarán esta Liguilla Final con 3 puntos de bonificación, por haber ganado sus respectivas zonas, mientras que AC Colina y Deportes Osorno, arrancarán esta Liguilla Final con 2 puntos de bonificación, por haber terminado en el segundo lugar, en sus respectivas zonas.
Actualizado: 22 de noviembre de 2015.
| Pos. | Equipos            | PTS | PJ | PG | PE | PP | GF | GC | DIF |
| ---- | ------------------ | --- | -- | -- | -- | -- | -- | -- | --- |
| 1.   | Deportes Recoleta  | 15  | 6  | 4  | 0  | 2  | 12 | 8  | +4  |
| 2.   | Provincial Osorno  | 10  | 6  | 2  | 2  | 2  | 7  | 8  | -1  |
| 3.   | Deportes Colina    | 10  | 6  | 2  | 2  | 2  | 5  | 8  | -3  |
| 4.   | Deportes Tocopilla | 8   | 6  | 1  | 2  | 3  | 7  | 7  | 0   |

|  | Campeón. Asciende automáticamente a la Tercera División A 2016.    |
|  | Subcampeón. Asciende automáticamente a la Tercera División A 2016. |

## Goleadores
Actualizado el 13 de diciembre de 2015.

| Jugador            | Equipo             | Goles anotados |
| ------------------ | ------------------ | -------------- |
| Jorge Meneses      | Deportes Recoleta  | 31             |
| Juan Pinnola       | Quintero Unido     | 21             |
| José Luis Silva    | Deportes Recoleta  | 19             |
| Jorge Villegas     | Deportes Osorno    | 18             |
| Álvaro Palma       | Gendarmería        | 18             |
| Guillermo Monardes | Unión Compañías    | 18             |
| Boris Campos       | Gendarmería        | 17             |
| Daniel Castro      | Quintero Unido     | 15             |
| Gustavo Ramírez    | Deportes Tocopilla | 14             |
| Nelson Sepúlveda   | Pudahuel Barrancas | 14             |